# Jerzy Andrzejewski

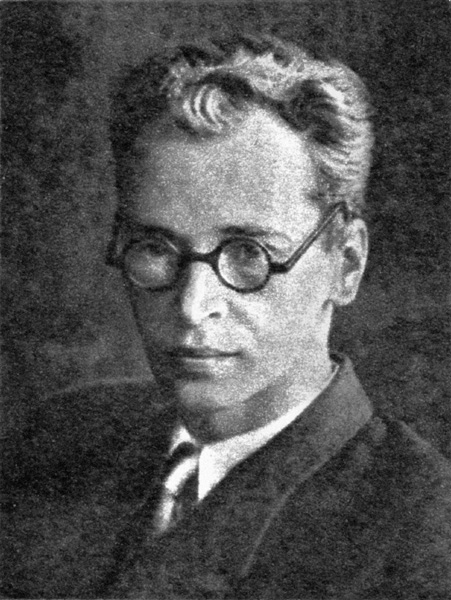
Jerzy Andrzejewski (1949)

Jerzy Andrzejewski [ˈjɛʒɨ andʒɛˈjɛfskʲi] (* 19. August 1909 in Warschau; † 19. April 1983 ebenda) war ein polnischer Schriftsteller.

## Biografie
Andrzejewski besuchte das Gymnasium in Warschau und erwarb 1927 das Abitur. Anschließend studierte er Polonistik an der Universität Warschau. Sein schriftstellerisches Debüt, die Erzählung Wobec czyjegoś życia, wurde 1932 in der Wochenzeitschrift ABC veröffentlicht. Von 1935 bis 1937 war Theaterrezensent der Zeitung ABC. Daneben übernahm er 1935 die Leitung über den Literaturteil der Zeitschrift Prosto z mostu. 1936 erschien unter dem Namen Drogi nieuniknione (Die unvermeidlichen Wege) ein erster Band mit Erzählungen und Andrzejewski wurde Mitglied des Verbandes der Polnischen Literaten. Zwei Jahre später erschien sein Roman Ład serca (Ordnung des Herzens). Andrzejewski legte bis dahin seinen Werken ein katholisches Weltbild zugrunde und beschrieb moralische Kollisionen und Dilemmata.
Im Zweiten Weltkrieg zwischen 1940 und 1944 verblieb er in Warschau, arbeitete im polnischen Untergrund und war um die Bewahrung der polnischen Kultur bemüht. So war er Bevollmächtigter der Regierungsvertretung der Republik Polen im Lande (Delegatura Rządu Rzeczypospolitej Polskiej na Kraj) für Belange der Literaten.
Nach dem Krieg lebte Andrzejewski zunächst in Krakau und arbeitete einige Jahre für die Zeitschriften Odrodzenie, Przekrój und Kuźnica. Daneben war er von 1946 bis 1947 Vorsitzender der Krakauer Abteilung des Verbandes der Polnischen Literaten. 1948 zog er nach Stettin und engagierte sich aktiv im Friedenskomitee (Komitet Obrońców Pokoju) sowie in der Gesellschaft für Polnisch-Sowjetische Freundschaft (Towarzystwo Przyjaźni Polsko-Radzieckiej; TPPR). Seine Wandlung vom katholischen zum kommunistischen Schriftsteller macht sein 1948 erschienenes Werk Popiół i diament (Asche und Diamant) deutlich. Von 1949 bis 1952 leitete er die Stettiner Abteilung des Verbandes der Polnischen Literaten. Als 1949 der Sozialistische Realismus auf der Stettiner Tagung zur obersten künstlerischen Doktrin erhoben wird, steigt Andrzejewski zu einem der führenden Verfechter dieser künstlerischen Gattung auf. 1950 tritt Andrzejewski endgültig in die Kommunistische Partei Polens PZPR ein und wird zwischen 1952 und 1954 Chefredakteur der polnischen Kulturzeitschrift Przegląd kulturalny (Kultureller Überblick). Zwischen 1952 und 1957 war er außerdem Abgeordneter des Sejm und lebte von 1952 bis 1954 in Warschau. Von 1956 bis 1957 war er Vorsitzender der Warschauer Abteilung des Verbandes der Polnischen Literaten.

Seine Begeisterung für den Sozialismus währt jedoch nicht lange. Bereits 1954 nahm er nicht am zweiten Parteikongress teil. Nachdem die von ihm 1957 mitbegründete Zeitschrift Europa verboten wurde, trat er aus der PZPR aus. Infolgedessen kam es zu einem vollständigen Druckverbot seiner Werke.  Im März 1964 setzte Andrzejewski seine Unterschrift unter das Dokument List 34 (Brief der 34), eine Protestnote der polnischen Intelligenz für Handlungsfreiheit in ihren Werken. Als Andrzejewski im September 1968 in einem offenen Brief an Eduard Goldstücker gegen die polnische Teilnahme am Einmarsch in die Tschechoslowakei während des Prager Frühlings protestierte, durften seine Werke nicht mehr gedruckt werden. Dem polnischen PEN-Club trat er 1969 bei. Seine langjährige Zusammenarbeit mit der Wochenzeitschrift Literatura begann 1972, in dem er die Serie Z dnia na dzień von 1972 bis 1979 sowie Gra z cieniem von 1980 bis 1981 publizierte. Als Protest gegen eine geplante Verfassungsänderung unterzeichnete Andrzejewski im Januar 1976 den Memoriał 101 und war im September 1976 Mitbegründer des Komitet Obrony Robotników (KOR) und setzte seine Unterschrift unter den Apel KOR, der an Sejmmarschall gerichtet war. Von 1977 bis 1981 war er Redaktionsmitglied der Zeitschrift Zapis. An der Universität Warschau hielt er 1981 wöchentliche Vorträge für Studenten des Instituts für Polnische Philologie.

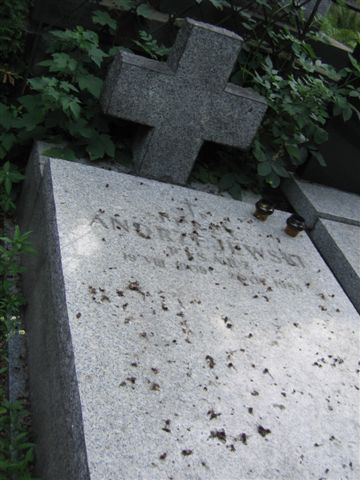
Grab in Warschau

## Verfilmungen
Zahlreiche seiner Werke wurden verfilmt; in mehreren Fällen schrieb er auch die Drehbücher. Der berühmteste dieser Filme ist Asche und Diamant von Andrzej Wajda mit Zbigniew Cybulski in der Hauptrolle. Der Film von 1958 gewann 1959 den Kritikerpreis bei den Filmfestspielen von Venedig. Finsternis bedeckt die Erde beschreibt die spanische Inquisition und behandelt Probleme des religiösen Fanatismus, der Ethik u. a.

## Kritik
In seinem Buch Zniewolony umysł (1953 auf Polnisch veröffentlicht; dt. Verführtes Denken) kritisiert Czesław Miłosz u. a. seinen ehemals guten Freund Andrzejewski. Andrzejewski wird zwar nicht direkt benannt, aber es ist für den Leser nicht schwer zu erraten, wer hinter „Alpha“ steckt. Miłosz beschreibt die frühere (katholische) Periode Andrzejewskis („er wollte eine moralische Autorität sein“ und habe „die Jagd nach Reinheit“ betrieben) und die Wandlung in einen Kommunisten: Darin wird Andrzejewski u. a. als ein egoistischer Mensch geschildert, der immer im Mittelpunkt stehen wolle. Zwar bezeichne sich Andrzejewski als Kommunist, Miłosz hegt daran aber Zweifel und macht sich darüber sogar ein wenig lustig. In der Tat, später tritt Jerzy Andrzejewski aus der Partei aus.

## Werke
- Drogi nieuniknione. Opowiadania, 1936
- Ład serca. Powieść, 1938
  - Ordnung des Herzens, Roman, Deutsch von Oskar Jan Tauschinski, München 1970
- Apel, Entstehung 1942, Lesungen im Untergrund; 1945
- Wielki Tydzień, Entstehung 1943
  - Die Karwoche, Erzählung, Deutsch von Oskar Jan Tauschinski, Wien 1948
  - Warschauer Karwoche, Deutsch von Renate Lachmann, München 1964
- Święto Winkelrida. Widowisko w 3 aktach, zusammen mit Jerzy Zagórski, 1946
- Noc. Opowiadania, 1945
- Popiół i diament. Powieść, 1947 in Odrodzenie, 1948
  - Asche und Diamant. Roman, Deutsch von Henryk Bereska, München 1960
- Aby pokój zwyciężył!, 1950
- O człowieku radzieckim, 1951
- Ludzie i zdarzenia 1951, 1952
- Partia i twórczość pisarza, 1952
- Ludzie i zdarzenia 1952, 1953
- Wojna skuteczna czyli Opis bitew i potyczek z Zadufkami, 1953
- Książka dla Marcina, 1954
- Złoty lis, 1954 in Nowa Kutlura; 1955
- Ciemności kryją zimię, 1957
  - Finsternis bedeckt die Erde, Roman, Deutsch von Walter Henke und Oskar Jan Tauschinski, München 1961
- Niby gaj. Opowiadania 1933–1958, 1959
- Bramy raju, 1960
  - Die Pforten des Paradieses, Roman, Deutsch von Renate Lachmann, München 1963
  - Die Pforten des Paradieses, Roman, Deutsch von Henryk Bereska, Volk und Welt, Berlin 1982 (= Spektrum, 161)
- Idzie skacząc po górach, 1963
  - Siehe, er kommt hüpfend über die Berge (Idzie skacząc po górach), Roman, Deutsch von Peter Lachmann, München 1966
  - Siehe, er kommt und hüpft über die Berge, Deutsch von Henryk Bereska, Aufbau-Verlag, Berlin, Weimar 1984 (Lizenz d. Langen-Müller-Verl., München. - Ausg. für d. DDR)
- Apelacja, 1968
  - Appellation, Deutsch von Peter Lachmann, Frankfurt/Main 1968
- Prometeusz, 1971
- Teraz na ciebie zagłada, 1975 in Literatuta; 1976
  - Jetzt kommt über dich das Ende, Roman, Deutsch von Peter Lachmann, Frankfurt/Main 1977
- Już prawie nic, 1976 in Twórczość; 1979
- Miazga, 1979
- Nowe opowiadania, 1980
- Nikt, 1982 in Twórczość; 1983
- Intermezzo i inne opowiadania, 1986
- Gra z cieniem, 1987
- Z dnia na dzień. Dziennik literacki 1972–1979, 1988

### Sammlungen in deutscher Übersetzungen
- Ausgewählte Erzählungen, München 1963
- Die großen Erzählungen, Wien 1968
- Das große Lamento des papierenen Kopfes, Erzählungen, München 1969
- Der Goldene Fuchs, Roman, München 1979
- Die fiktive Gattin, Berlin 1982

## Verfilmungen
- 1950 – Warschauer Robinson, Regie: Jerzy Zarzycki (mit Jan Kurnakowicz und Zofia Mrzozowska)
- 1957 – Verlorene Gefühle, Regie: Jerzy Zarzycki (mit Maria Klejdysz und Andrzej Jurczak)
- 1958 – Asche und Diamant (Originaltitel: Popiół i diament), Regie: Andrzej Wajda
- 1960 – Die unschuldigen Zauberer (Originaltitel: Niewinni czarodzieje), Regie: Andrzej Wajda (mit Tadeusz Łomnicki, Krystyna Stypułkowska und Roman Polański)
- 1968 – Die Pforten des Paradieses (Originaltitel: Gates to Paradise, Roman: Bramy raju), Regie: Andrzej Wajda (mit Ferdy Mayne und Mathieu Carrière)
- 1989 – Torquemada (dt. Finsternis bedeckt die Erde, Roman: Ciemności kryją ziemię), Regie: Stanislav Barabáš
- 1995 – Die Karwoche (Originaltitel: Wielki Tydzień), Regie: Andrzej Wajda (mit Beata Fudalej und Wojciech Malajkat)

## Hörfunkbearbeitung
- 1980 – Die Pforten des Paradieses[2], RIAS Berlin, Regie: Hans-Ulrich Minke Sprecher: Dieter Borsche